# Merycopotamus
Merycopotamus es un género extinto de antracothere asiática que apareció durante el Mioceno medio y se extinguió en el Plioceno tardío. En el apogeo de la influencia del género, las especies se extendieron por todo el sur de Asia. Con la extinción de la última especie, M. dissimilis, el linaje de las antracoteras llegó a su fin. Merycopotamus estaba estrechamente relacionado con el género de antracothere Libycosaurus, que, a diferencia del primero, nunca abandonó África. De hecho, algunos fósiles africanos colocados originalmente en Merycopotamus, pero ahora se refieren a Libycosaurus.